# Okerflanktapaculo
De okerflanktapaculo (Eugralla paradoxa) is een zangvogel uit de familie Rhinocryptidae (tapaculo's).

## Verspreiding en leefgebied
Deze soort komt voor in het zuidelijke deel van centraal Chili en het westelijke deel van centraal Argentinië.

## Status
De grootte van de populatie is niet gekwantificeerd maar de soort wordt omschreven als schaars tot plaatselijk vrij algemeen, met name in het zuiden van zijn verspreidingsgebied. Op de Rode lijst van de IUCN heeft deze soort de status niet bedreigd.